# Duarte Gomes
Duarte Gomes (14 de maio de 1986) é um ator português. 
Em 2017 Duarte Gomes foi distinguido como "Melhor Ator em Série", nos Troféus de Televisão TV 7 Dias, pela sua participação em Massa Fresca. Destacou-se ao interpretar Miguel na novela O Beijo do Escorpião, em 2014. 
Concluiu o Curso Profissional de Artes do Espectáculo, na Escola Profissional de Artes e Ofícios do Espectáculo EPAOE (Chapitô), em 2004.
Começou a ficar conhecido do grande público como apresentador/actor de séries televisivas infantis como As Pistas da Blue (2006) ou Ilha das Cores (2007).

## Televisão
| Ano         | Projeto               | Papel                          | Notas            | Canal |
| ----------- | --------------------- | ------------------------------ | ---------------- | ----- |
| 2007 - 2008 | Zig Zag               | Ele próprio                    | Apresentador     | RTP   |
| 2007        | Ilha das Cores        | Leonardo                       | Co-protagonista  | RTP   |
| 2007 - 2008 | Morangos com Açúcar 5 | Tomás                          | Elenco principal | TVI   |
| 2008        | Casos da Vida         | Dinis                          | Protagonista     | TVI   |
| 2008 - 2009 | Flor do Mar           | Eduardo (jovem)                | Elenco adicional | TVI   |
| 2012        | Dancin' Days          | Inspetor da Polícia Judiciária | Elenco adicional | SIC   |
| 2013        | Os Nossos Dias        | David                          | Elenco principal | RTP1  |
| 2014        | O Beijo do Escorpião  | Miguel Macieira                | Elenco principal | TVI   |
| 2016        | Santa Bárbara         | João Almeida                   | Elenco principal | TVI   |
| 2016        | Massa Fresca          | Francisco Elias                | Protagonista     | TVI   |
| 2017        | Sim, Chef!            | José                           | Elenco principal | RTP1  |
| 2017 - 2018 | Jogo Duplo            | Diogo Guerra                   | Co-protagonista  | TVI   |
| 2018 - 2019 | Vidas Opostas         | Pedro Garcia                   | Elenco principal | SIC   |
| 2019        | Golpe de Sorte        | Cláudio Toledo                 | Elenco principal | SIC   |
| 2020 - 2021 | Bem Me Quer           | Nuno Penetra                   | Elenco principal | TVI   |
| 2022 - 2023 | Por Ti                | Gabriel Almeida Borges         | Antagonista      | SIC   |
| 2024 - 2025 | Senhora do Mar        | Ricardo Medeiros               | Elenco principal | SIC   |
| 2024        | A Filha               | Fábio                          | Elenco principal | TVI   |
| 2025        | A Protegida           | Manuel Esteves                 | Elenco principal | TVI   |
| 2025        | Congela               | Ele próprio                    | Concorrente      | TVI   |
| 2025 - 2026 | Terra Forte           |                                | Elenco principal | TVI   |

## Cinema
| Ano  | Título               | Refs. |
| ---- | -------------------- | ----- |
| 2013 | Bairro               | [ 3 ] |
| 2018 | Smallfoot (dobragem) | [ 4 ] |
| 2022 | Vermelho Monet       |       |

## Teatro
| Ano  | Peça                     | Companhia/Grupo | Refs. |
| ---- | ------------------------ | --------------- | ----- |
| 2004 | Auto da Barca do Inferno | Ar de Filmes    | [ 5 ] |

## Prémios
Troféus de Televisão TV 7 Dias/Impala
| Ano  | Prémio               | Resultado |
| ---- | -------------------- | --------- |
| 2017 | Séries - Melhor Ator | Venceu    |